# Метрополітен Атланти
Метрополітен Атланти (англ. Metropolitan Atlanta Rapid Transit Authority (MARTA)) — система ліній метро в місті Атланта, Джорджія, США. В системі використовується стандартна ширина колії та живлення потягів від контактної рейки.

## Історія
Будівництво метрополітену розпочалося в 1975 році. Початкова ділянка «Ейвондейл» — «Джорджія-Стейт» відкрита у 1979, складалася з 7 станцій.

### Хронологія подальшого розвитку
- 22 грудня 1979 — розширення Блакитної лінії на 6 станцій, ділянка «Джорджія-Стейт» — «Гамільтон Холмс».
- 4 грудня 1981 — відкриття початкової ділянки Червоної лінії з 4 станцій, ділянка «Гарнетт» — «Норт-авеню» (Без «Пічтрі-центр»).
- 11 вересня 1982 — розширення Червоної лінії на 1 станцію «Вест-Енд», відкриття на діючій ділянці станції «Пічтрі-центр».
- 18 грудня 1982 — розширення Червоної лінії на 2 станції, ділянка «Норт-авеню» - «Центр мистецтв».
- 15 грудня 1984 — розширення Червоної лінії на 3 станції на північ (пізніше 2 відійшли до Золотої лінії) та на 2 станції на південь, ділянки «Центр мистецтв» — «Брукхевен/Огліфорф» та «Вест-Енд» — «Лейквуд / Форт-МакФерсон».
- 16 серпня 1986 — розширення Червоної лінії на південь на 1 станцію «Іст-Пойнт».
- 19 грудня 1987 — розширення Золотої лінії на 1 станцію «Чамблі».
- 18 червня 1988 — розширення Червоної лінії на 2 станції, ділянка «Іст-Пойнт» — «Аеропорт».
- 12 грудня 1992 — відкрилося відгалуження з 1 станції «Бенкхед» (пізніше стане  Зеленою лінією).
- 29 грудня 1992 — розширення Золотої лінії на 1 станцію «Доравілл».
- 26 червня 1993 — розширення Блакитної лінії на 2 станції, ділянка «Ейвондейл» — «Індіан-Крик».
- 8 червня 1996 — розширення Червоної лінії на 3 станції, ділнка «Ліндберг-центр» — «Данвуді».
- 16 грудня 2000 — розширення Червоної лінії на 2 станції, ділянка «Данвуді» — «Норт-Спрингс».

## Лінії

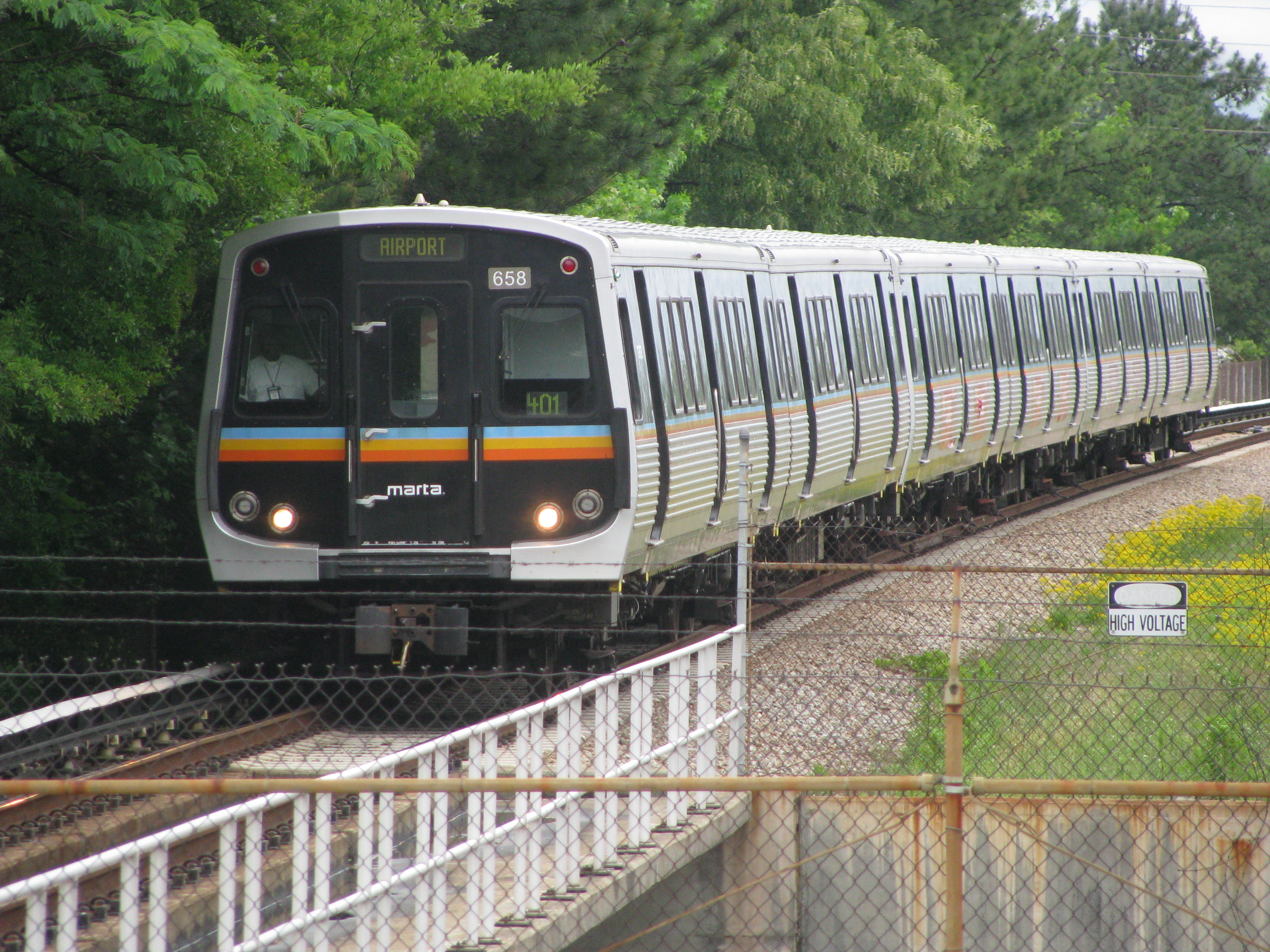
Потяг на наземній ділянці

На початок 2018 року в місті функціонує 4 лінії, 38 станцій (10 підземних), та 77 км.
Лінії метро пов'язують Атланту з Міжнародним аеропортом та передмістями. З 2009 року лінії офіційно названі за кольором на схемі, до того часу лінії називали за напрямком руху. Наприклад Червона лінія до того часу була лінія «Північ-південь». Зі станції «Peachtree Center» можливо пересісти на лінію сучасного трамваю що відкрилася в місті у грудні 2014 року.

### Особливості руху
Особливістю системи є спільне використання станцій у центрі різними лініями, існують два коридори. Північ-південь, вся центральна та південна ділянка якого спільно використовується потягами Червоної та Золотої ліній, та захід-схід, центральна ділянка якого спільно використовується потягами Блакитної та Зеленої.

## Режим роботи
У будні працює з 4:45 до 1:00, у вихідні та свята з 6:00 до 1:00.
Інтервал руху по буднях на лініях починається від 10 хвилин у годину пік, 12 хвилин вдень та 20 хвилин пізно вночі. У вихідні інтервал весь час складає 20 хвилин. Але через те що більшість станцій спільно використовується потягами одразу двох ліній, на більшості ділянок інтервал вдвічі менший.

## Галерея

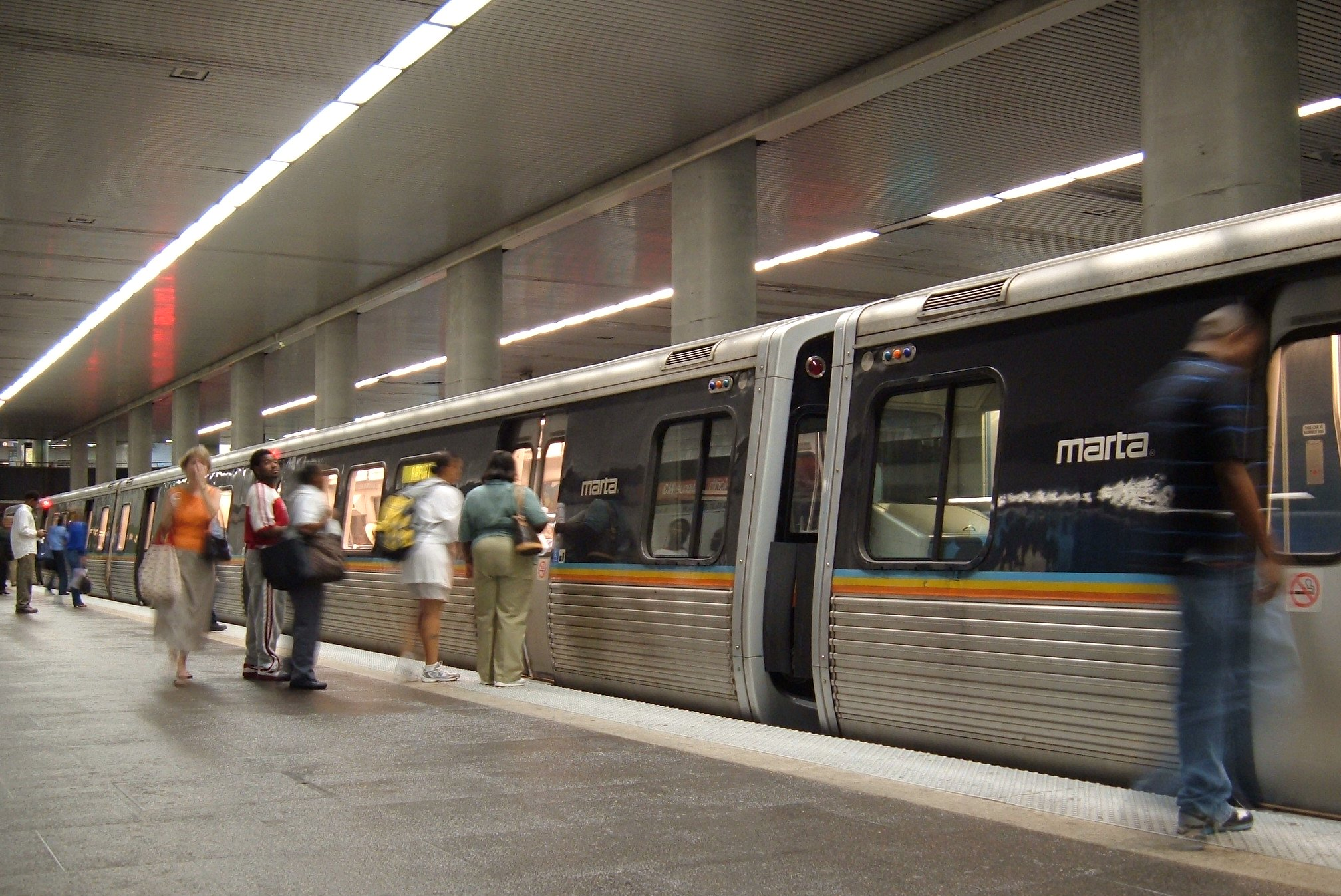
Підземна станція
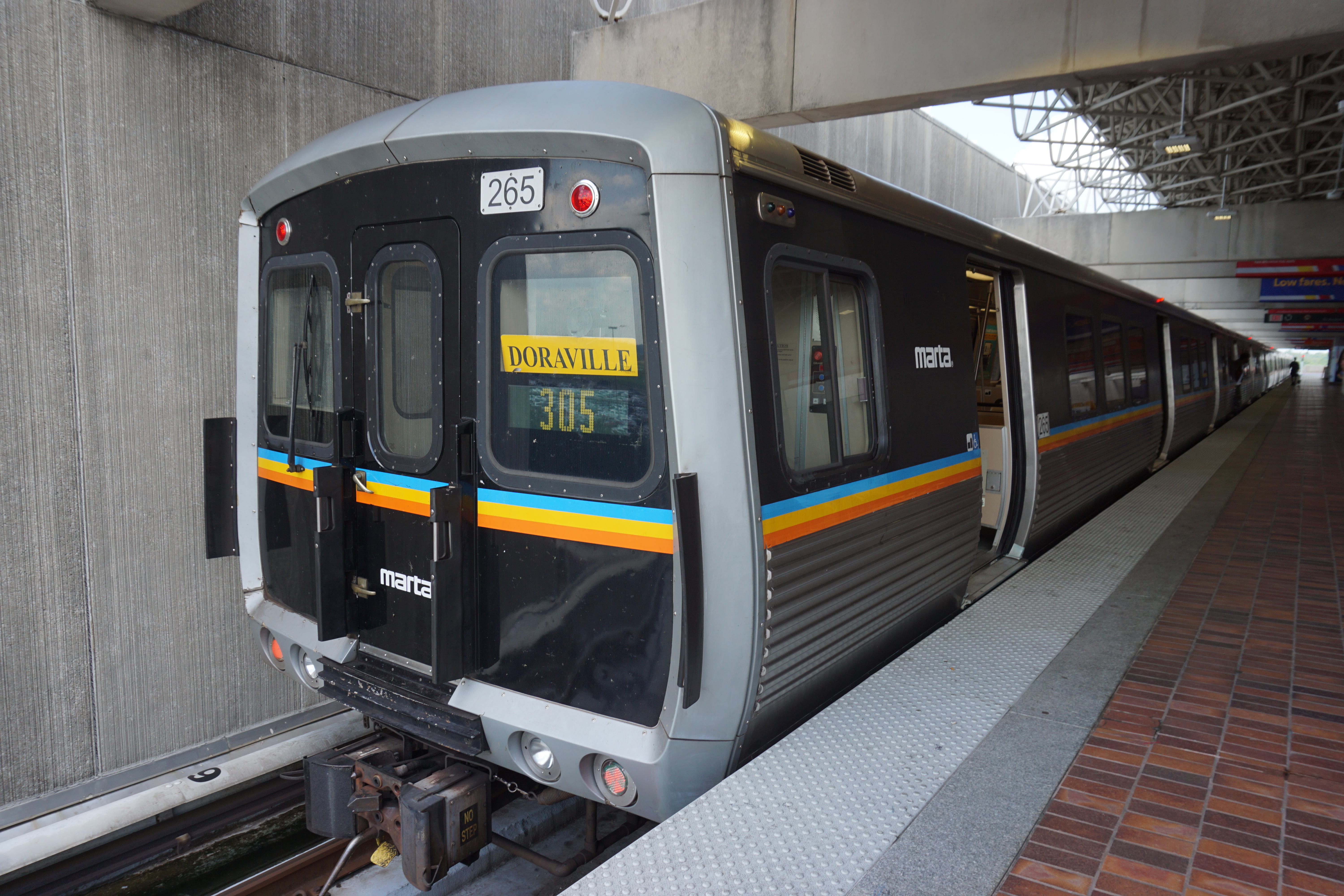
Потяг на Золотій лінії
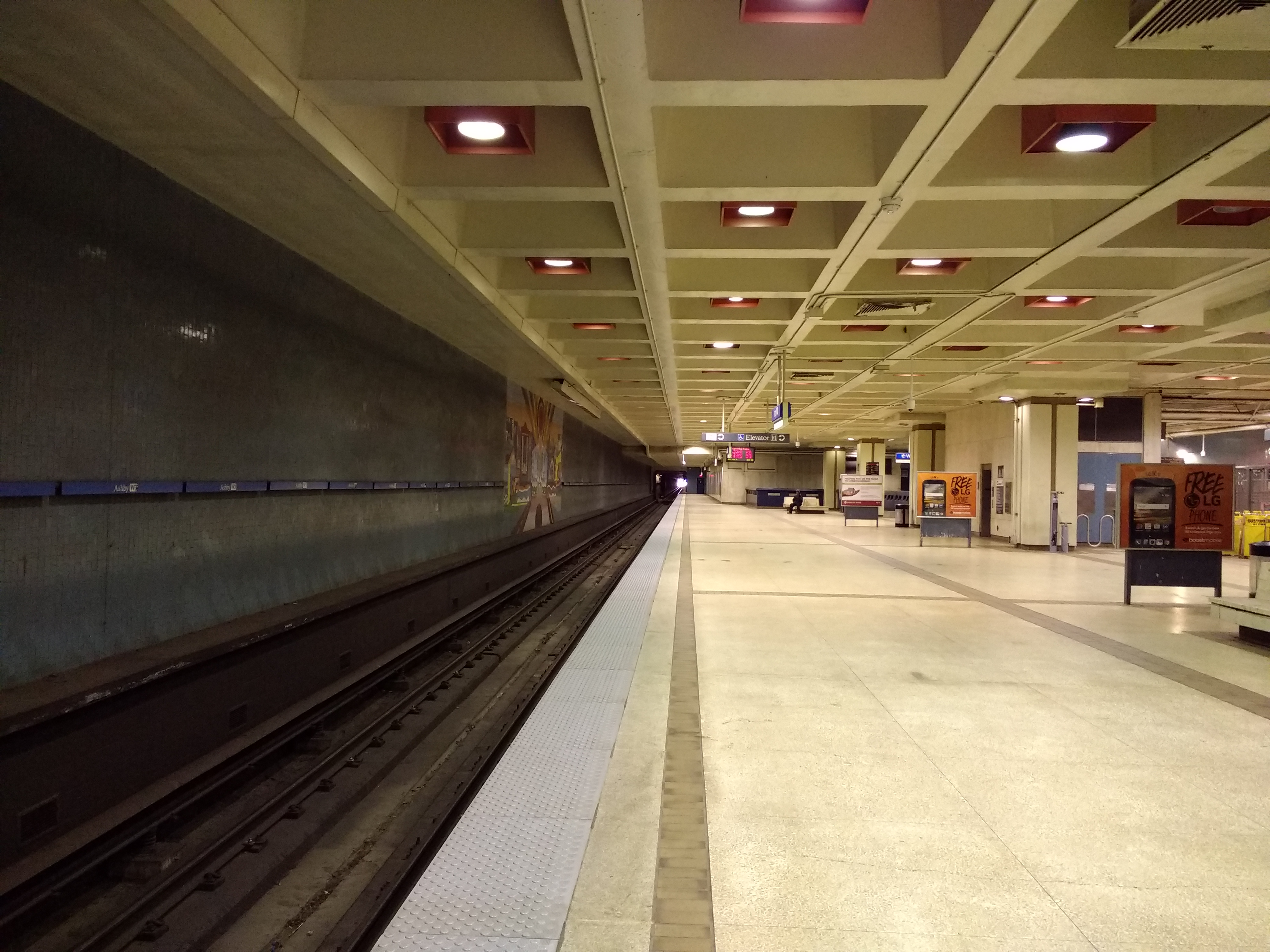
Станція «Ешбі»
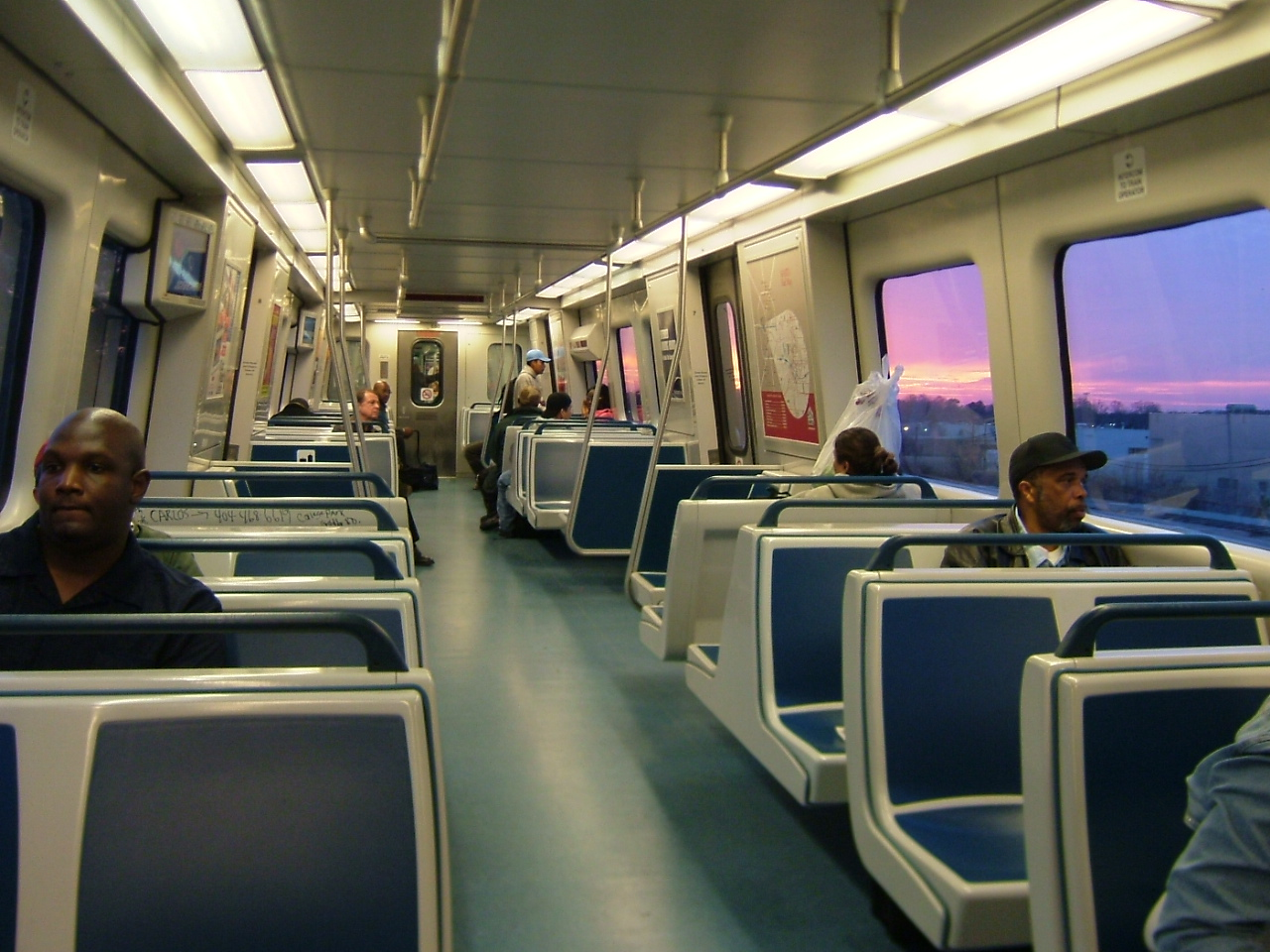
Всередині вагону